# Стоилово
Стоилово (болг. Стоилово) — село в Бургасской области Болгарии. Входит в состав общины Малко-Тырново. Находится примерно в 6 км к северу от центра города Малко-Тырново и примерно в 52 км к югу от центра города Бургас. По данным переписи населения 2011 года, в селе проживало 66 человек, преобладающая национальность — болгары.

## Население
| Год     | 1934 | 1946 | 1956 | 1965 | 1975 | 1985 | 1992 | 2001 | 2011 |
| ------- | ---- | ---- | ---- | ---- | ---- | ---- | ---- | ---- | ---- |
| Жителей | 732  | 864  | 865  | 715  | 412  | 307  | 226  | 151  | 66   |

|  |